# HiSpeed Pascal
HiSpeed Pascal är en Pascal-kompilator för Atari- och Amiga-datorerna från det engelska företaget HiSoft. Såldes ursprungligen som Turbo Pascal, men bristande intresse för vidareutveckling på dessa plattformar från Borlands sida ledde till att de danska utvecklarna köpte loss koden och lanserade det som HiSpeed Pascal.